# Утака, Питер
Питер Утака (англ. Peter Utaka; 12 февраля 1984, Энугу, Нигерия) — нигерийский футболист, нападающий клуба «Ванфоре Кофу». Выступал за сборную Нигерии. Младший брат футболиста Джона Утаки.

## Карьера
В возрасте 16 лет Утака переехал в Хорватию для выступления в загребском «Динамо». В 2003 году он подписал контракт с малоизвестным бельгийским клубом «Масмехелен», представляющим третий бельгийский дивизион. В следующем сезоне перешёл в «Вестерло», который выступал в высшем дивизионе. В январе 2007 года подписал контракт с «Антверпеном», за который стал регулярно выходить в основном составе и помог команде выйти в стадию плей-офф. В итоге, «Антверпен» финишировал вторым. 30 августа 2008 года было объявлено, что Утака переходит в датский «Оденсе».
С 2008 года выступал за «Оденсе». В первом сезоне был четвёртым в списке лучших бомбардиров чемпионата, а во втором долгое время его возглавлял. Итогом стал титул лучшего бомбардира в сезоне 2010 году, когда Утака забил 18 гола в 33 матчах, таким образом, игрок «Оденсе» впервые за последние пять лет становился лучшим бомбардиров турнира (последним был Стеффен Хёйер в сезоне 2004/05 годов с 20 мячами). Также выступал за клуб в Лиге Европы УЕФА 2011/12 годов. Первый гол на турнире забил 29 июля 2010 года в матче против боснийского клуба «Зриньски».
В январе 2012 года Утака перешёл в китайский клуб «Далянь Аэрбин», который в этом году получил право впервые в своей истории выступать в элитном китайском дивизионе. В июле 2013 года перешёл в другой китайский клуб Суперлиги «Бэйцзин Гоань».

## Национальная сборная
21 сентября 2009 года тренер национальной сборной Шаибу Амаду пригласил игрока для выступлений за сборную Нигерии. Дебют состоялся 3 марта 2010 года, когда сборная со счётом 5:2 в домашнем матче одержала победу над сборной Конго. В матче он забил первый гол и сделал результативную передачу. Первый дубль пришёлся на игру квалификационного раунда Кубка Наций против Эфиопии.

## Достижения
- Лучший бомбардир второго дивизиона чемпионата Бельгии: 2007/08 (22 гола в 34 матчах)
- Лучший бомбардир чемпионата Дании: 2009/10 (18 голов в 33 матчах)